# IC 3534
IC 3534 ist eine Balken-Spiralgalaxie vom Hubble-Typ SABc? im Sternbild Haar der Berenike. Sie ist schätzungsweise 617 Millionen Lichtjahre von der Milchstraße entfernt.
Das Objekt wurde am 7. Mai 1904 von Royal Harwood Frost entdeckt.